# Американски торбести
Ameridelphia са надразред американски торбести бозайници.

## Географско разпространение
Видовете са разпространени основно в Южна и Централна Америка. По рядко се срещат в Северна Америка. Там обаче се среща най-едрия от американските торбести и най-северния днес обитаващ земната повърхност вид торбест бозайник - Вирджинския опосум. Видовете обитаващи земите на север от Панамския провлак са южноамерикански мигранти проникнали на север след възникването на сухоземния мост.

## Характеристики
Американските торбести са основно насекомоядни и хищни дребни бозайници водещи основно нощен начин на живот. Голяма част от тях са и плодоядни, немалко видове са дървесни.

## Класификация
Днес надразреда включва само два съвременни разреда, всеки с по едно семейство както следва:
- Разред Didelphimorphia Опосуми (93 вида)
  - Семейство Didelphidae: опосуми
- Разред Paucituberculata Плъхоподобни опосуми‎ (6 вида)
  - Семейство Caenolestidae: ценолестесови

Някои учени включват и представителите на изкопаемия разред Sparassodonta – южноамерикански торбести саблезъби котки.